# Barrio de Guadalupe, Ciudad Fernández
Barrio de Guadalupe är en ort i Mexiko.   Den ligger i kommunen Ciudad Fernández och delstaten San Luis Potosí, i den centrala delen av landet, 300 km norr om huvudstaden Mexico City. Barrio de Guadalupe ligger 1 010 meter över havet och antalet invånare är 717.
Terrängen runt Barrio de Guadalupe är huvudsakligen platt, men åt nordväst är den kuperad. Runt Barrio de Guadalupe är det ganska glesbefolkat, med 29 invånare per kvadratkilometer. Närmaste större samhälle är Ciudad Fernández, 5,4 km sydost om Barrio de Guadalupe. Trakten runt Barrio de Guadalupe består i huvudsak av gräsmarker.